# Pilaar-Testament
Het  Pilaar-Testament   (Wylie:  bka' chems ka khol ma; in de Engelstalige vakliteratuur  meestal The Vase-shaped Pillar Testament) is een van de oudste historiografische  teksten in de klassieke Tibetaanse geschiedschrijving.
In die geschiedschrijving wordt de tekst toegeschreven aan de koning Songtsen Gampo (605-650). De koning zou de tekst nog bij zijn leven verborgen hebben om door latere generaties herontdekt te kunnen  worden. Het werd in die geschiedschrijving een termatekst, die in 1049 door de Indiase leraar Atisha weer ontdekt werd in een nis van een van de pilaren van de kapel van de Jokhang. Atisha vond de tekst op aanwijzingen van een vrouw, die een reïncarnatie zou zijn van de Chinese prinses Wencheng, een dochter van de Chinese keizer Tang Taizong. In de klassieke geschiedschrijving is Wencheng een van de vrouwen van Songtsen Gampo.
In het Pilaar-Testament is het verhaal van de eerste introductie van het boeddhisme in Tibet tijdens de periode van de koning Totori Nyantsen, dat globaal in de vijfde eeuw moet worden gedateerd. Een mand die een aantal boeddhistische documenten bevatte zou uit de hemel gevallen zijn en op het dak van zijn paleis zijn beland. In die tijd was er echter niemand in Tibet die in staat was deze manuscripten te lezen. De koning verzegelde dus de mand opnieuw en gaf die de naam van Geheime Kracht. De mand bleef ongeopend tot aan de periode van Songtsen Gampo die in staat was de teksten te vertalen.
Feitelijk en strikt historisch is de tekst geschreven aan het eind van de elfde eeuw. Veel wat latere teksten in de klassieke geschiedschrijving zijn duidelijk ontleend aan het Pilaar-Testament. Daaronder een ook aan Songtsen Gampo toegeschreven werk, de bekendere tekst van de Mani kabum. Deze laatste tekst moet enkele decennia later geschreven zijn dan het Pilaar-Testament. De zogenaamde historische sectie van de Mani kabum is in wezen een excerpt van het Pilaar-Testament.
Het Pilaar-Testament is de oudste bekende tekst waarin verhaald wordt hoe Thonmi Sambhota door Songtsen Gampo naar India werd gezonden om daar de kennis te verwerven een Tibetaans schriftsysteem te ontwerpen. De tekst verhaalt ook dat de koning de minister Gar Tongtsen naar China en Nepal zond om daar te onderhandelen over de voorgenomen huwelijken met Wencheng en de Nepalese prinses Bhrikuti Devi.  Het Pilaar-Testament is ook de oudste tekst waarin vermeld wordt dat de beide vrouwen reeds boeddhist waren en afbeeldingen van Gautama Boeddha meenamen naar Tibet waaronder de Jowo Shakyamuni, nu het meest vereerde en heiligste voorwerp in het Tibetaans boeddhisme. De tekst vermeldt dat Songtsten Gampo voor de vrouwen de tempels van de Jokhang en de Ramoche bouwde.

## Tibetologisch onderzoek
Het is in historische zin onomstreden dat er in Tibet in de periode van Songtsen Gampo een schriftsysteem ontwikkeld werd, dat sterk gebaseerd was op toen bestaande systemen in Nepal en het noorden van India.
Er is wel op zijn minst ernstige twijfel aan het historisch bestaan van de Nepalese prinses Bhrikuti. Onderzoek heeft aangetoond dat de Chinese prinses Wencheng een van de vrouwen werd van de Tibetaanse kroonprins Gungri Gungtsen (628 – 647). Pas na zijn dood nam Songtsen Gampo Wengcheng als een van zijn meerdere vrouwen. In de Tibetaanse annalen wordt voor het jaar 649/650 het overlijden van Songtsen Gampo gemeld met onder meer de mededeling dat hij de laatste drie jaar met Wencheng had gecohabiteerd. Wengcheng was ook zeker niet de dochter van de Chinese keizer Taizong. Zij was afkomstig uit een minder belangrijke zijtak van de keizerlijke familie. Het onderzoek geeft reden om aan te nemen dat haar persoonlijke invloed in Tibet uiterst gering was.
Er is strikt historisch geen enkele bron voor de aanwezigheid van de Jowo Śākyamuni in Lhasa in de periode van voor het eind van de elfde eeuw. De Ramochetempel werd pas gebouwd in de eerste helft van de achtste eeuw in de periode van een in Tibet aanwezige tweede Chinese prinses  Jingcheng.
In de termaliteratuur van de Bönreligie is ook een tekst, de zogenaamde bSam-yas Ka-khol- ma, die in een pilaar gevonden zou zijn. Het is een document dat door Yon-sgom-thar-mo ook in de tweede helft van de elfde eeuw aangetroffen zou zijn in een nis van een van de pilaren van het klooster Samye.